# 洞松木因石棺墓群
洞松木因石棺墓群位於四川省甘孜藏族自治州鄉城縣，文物遺址年代判定為春秋戰國。2007年6月1日公佈為四川省第七批文物保護單位。